# Nueve de Marzo
Nueve de Marzo är en ort i Mexiko.   Den ligger i kommunen Socoltenango och delstaten Chiapas, i den sydöstra delen av landet, 800 km sydost om huvudstaden Mexico City. Nueve de Marzo ligger 607 meter över havet och antalet invånare är 190.
Terrängen runt Nueve de Marzo är kuperad österut, men västerut är den platt. Runt Nueve de Marzo är det ganska glesbefolkat, med 35 invånare per kvadratkilometer. Närmaste större samhälle är Venustiano Carranza, 18,5 km nordväst om Nueve de Marzo. Omgivningarna runt Nueve de Marzo är en mosaik av jordbruksmark och naturlig växtlighet.